# SVT
스베리예스 텔레비시온(Sveriges Television, 줄여서 SVT)은 스웨덴의 공영 텔레비전 방송국이다. 스웨덴의 주요 방송사 중 하나이며, 1956년에 첫 방송을 시작하였다. 현재 SVT는 두 개의 메인 채널(SVT1, SVT2)와 네 개의 보조채널을 갖추고 있다.

## 역사
- 1925년 : 스웨덴 최초 라디오 방송 라디오톈스트(Radiotjänst) 개국
- 1956년 9월 4일 : Radiotjänst에서 스웨덴 최초 TV 방송인 Radiotjänst TV(현 SVT1) 개국
- 1957년 : Radiotjänst가 스베리예스 라디오(Sveriges Radio)로 명칭 변경, TV 채널은 Sveriges Radio TV로 명칭 변경
- 1965년 : 첫 컬러방송 시험 송출
- 1969년 12월 5일 : TV2(현 SVT2)개국 (기존 Sveriges Radio TV는 TV1로 명칭 변경)
- 1970년 : 컬러방송 정식 송출
- 1979년 : Sveriges Radio에서 TV 사업자 분리, 현재의 Sveriges Television(SVT)이 됨
- 1987년 : TV1이 Kanal 1로 명칭 변경
- 1996년 : Kanal 1, TV2가 각각 SVT1, SVT2로 명칭 변경
- 1999년 : 디지털 지상파 송출 시작,
- 1999년 3월 15일 : SVT24 개국
- 2002년 12월 23일 : Barnkanalen (지금의 SVT Barn) 개국
- 2004년 9월 27일 : Kunskapskanalen 개국
- 2006년 10월 20일 : HD 채널인 SVT HD 개국
- 2010년 1월 : SVT24와 Kunskapskanalen이 자리를 바꿈. 이에 24시간 방송하던 SVT24의 방송 시간이 오후 8시부터 오전 5시 30분까지로 대폭 축소됨.[1]
- 2010년 9월 20일 : SVT HD 방송 종료, SVT1, SVT2의 HD 방송 시작
- 2016년 4월 11일 : Barnkanalen, SVT24와 Kunskapskanalen의 HD 방송 시작[2]
- 2017년 4월 30일 : SVT World 방송 종료

## 방송 채널
- SVT1 - 종합 채널 (디지털 지상파 1번, 24시간 방송)
- SVT2 - 문화 채널 (디지털 지상파 2번, 24시간 방송)
- SVT24 - 뉴스 채널 (디지털 지상파 98번, SVT Barn과 채널 공유, 오후 9시 ~ 오전 5시까지 방송)
- SVT Barn - 어린이 채널 (2002년 개국 때부터 2008년까지, 2012년부터 2019년까지 Barnkanalen으로, 2008년부터 2012년까지 SVTB라는 이름으로 방송. 디지털 지상파 98번, SVT24와 채널 공유, 오전 5시 ~ 오후 9시까지 방송)
- Kunskapskanalen - 다큐멘터리 채널 (공영 교육 방송 UR과 공동 운영. 디지털 지상파 99번, 오전 9시 ~ 오전 1시까지 방송)
- SVT World - 국제 채널 (2017년 4월 30일 종방)

## 같이 보기
- SR (스웨덴의 방송사)